# グールド・ベルト

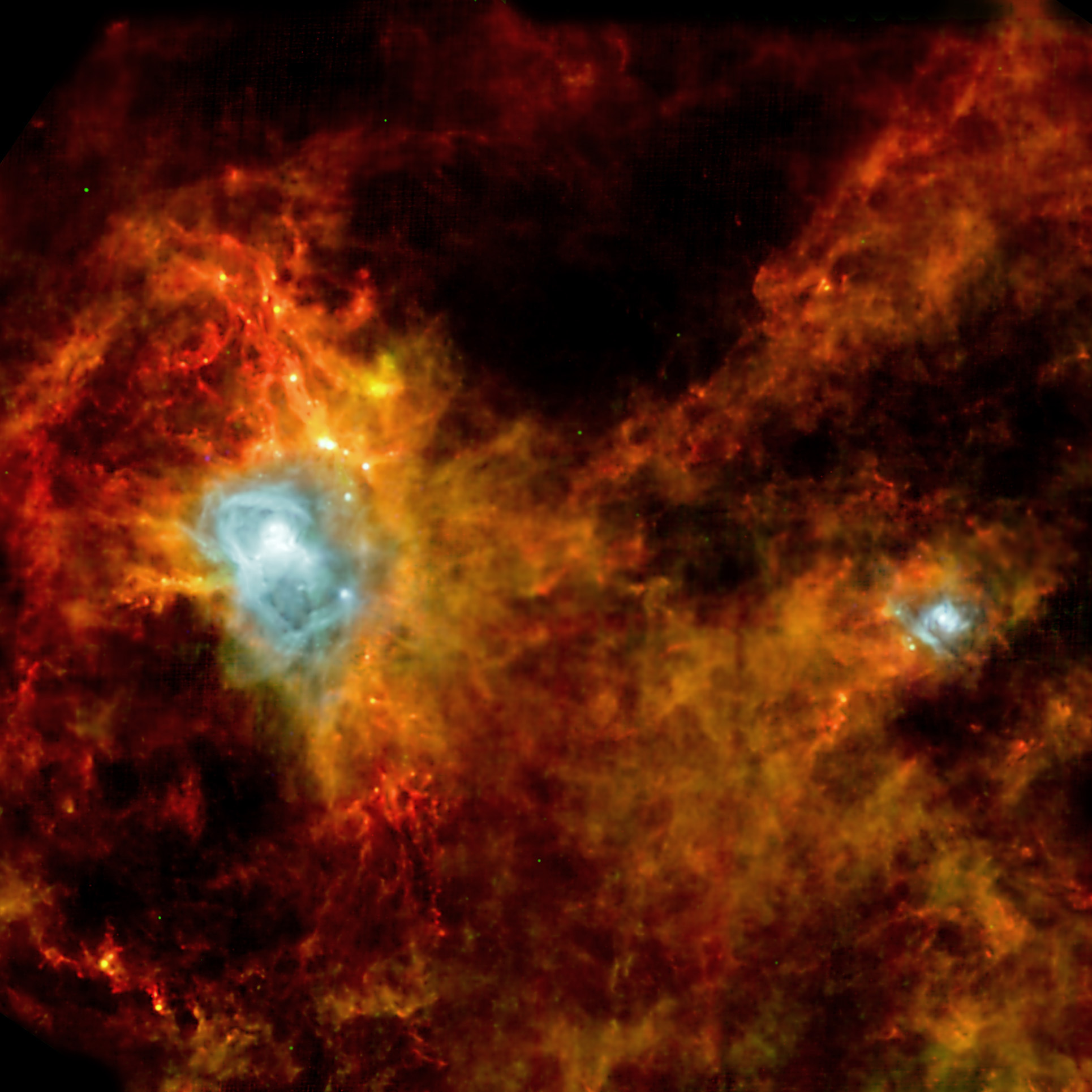
わし座の方角に約1000光年の位置にあるグールド・ベルトの一部の分子雲

グールド・ベルト (Gould Belt) は、天の川銀河内の恒星が集まった不完全な環状の領域である。約3000光年に亘って広がり、銀河面から約16°から20°傾いている。多くのO型主系列星、B型主系列星を含み、太陽系が属する局部的な渦状腕であろうと考えられている。現在、太陽系はこの腕の中心から約325光年の位置にある。この領域は3000万歳から5000万歳と考えられるが、起源は分かっていない。1879年にこれを発見したベンジャミン・グールドにちなんで名付けられた。
この領域には、ケフェウス座、とかげ座、ペルセウス座、オリオン座、おおいぬ座、とも座、ほ座、りゅうこつ座、みなみじゅうじ座、ケンタウルス座、おおかみ座、さそり座（さそり-ケンタウルスOBアソシエーションを含む）など、多くの星座の明るい恒星が含まれている。天の川もこれらほとんどの星座を通っているが、おおかみ座では若干南東にずれている。
オリオン大星雲とオリオン座分子雲、さそり-ケンタウルスOBアソシエーション、Serpens-Aquila RiftとW40、Cepheus OB2、Perseus OB2、おうし座分子雲など、よく知られた星形成領域とOBアソシエーションが含まれている。
2000年後半に、約3000万年前、ダークマターの小さな塊が分子雲と衝突してグールド・ベルトが形成されたとする説が提唱された。他の銀河にもグールド・ベルトと似た構造が存在するという証拠も得られている。